# Daddy DJ
Daddy DJ ("Papai DJ") é uma dupla musical francesa composta por David Le Roy e Jean-Christophe Belval.

## Carreira musical
David Le Roy e Jean-Christophe Belval se encontraram pela primeira vez na escola de engenharia de som de Paris, onde Berval era um professor e Le Roy um aluno. Eles se deram muito bem e logo fundaram seu próprio projeto musical, Daddy DJ. Logo um terceiro membro, Charly Merkiled, de Martinique, se juntou ao grupo.
O single de estreia do grupo, "Daddy DJ", foi lançado em abril de 2000 e tornou-se um sucesso pela Europa. Ficou na segunda posição das 100 músicas mais tocadas na França por quase cinco meses. Na Alemanha, a música ficou no sétimo lugar, enquanto na Suíça ficou em 22º lugar, além de outras canções do grupo como "The Girl In Red" (41) e "Over You" (96). Na Áustria, ficou na 8ª posição. O hit foi igualmente popular no norte da Europa, ficando em primeiro na Suécia e na Noruega, em segundo na Dinamarca e em terceiro na Finlândia. Seus singles posteriores "The Girl in Red" e "Over You", no entanto, foram menos populares, e o grupo permaneceu um  one-hit wonder na maioria dos países. Em 2012, lançaram um novo álbum intitulado Folder, que também falhou em obter êxito comercial.

### Personagem
Muitos dos clipes musicais do grupo retratam um garoto de 13 anos chamado Kross, que é uma criança prodígio com mais talento para ser um DJ do que seu pai.

## Discografia

### Álbuns
- 2001: Let Your Body Talk
- 2012: Folder
- 2024: Rendez Vous

### Singles
| Título                                                                                     | Ano  | Posições | Posições | Posições | Posições | Posições | Posições | Posições | Posições | Posições | Posições | Certificações                                                                        | Álbum              |
| Título                                                                                     | Ano  | AUT      | BEL (WA) | DEN      | FIN      | FRA      | GER      | NLD      | NOR      | SWE      | SWI      | Certificações                                                                        | Álbum              |
| ------------------------------------------------------------------------------------------ | ---- | -------- | -------- | -------- | -------- | -------- | -------- | -------- | -------- | -------- | -------- | ------------------------------------------------------------------------------------ | ------------------ |
| "Daddy DJ"                                                                                 | 1999 | 8        | 1        | 2        | 3        | 2        | 7        | 7        | 1        | 1        | 22       | - BEL: 2× Platinum - DEN: Platinum - FRA: Diamond - NOR: Platinum - SWE: 2× Platinum | Let Your Body Talk |
| "The Girl in Red"                                                                          | 2001 | —        | 10       | 9        | 12       | 10       | —        | —        | 17       | 18       | 41       | - FRA: Gold                                                                          | Let Your Body Talk |
| "Over You"                                                                                 | 2002 | 49       | 33       | —        | —        | 29       | 79       | 60       | —        | 43       | 96       |                                                                                      | Let Your Body Talk |
| "Free Your Mind"                                                                           | 2014 | —        | —        | —        | —        | —        | —        | —        | —        | —        | —        |                                                                                      | Folder             |
| "We Could Be Together" (with Gabry Ponte and Lum!x)                                        | 2022 | —        | —        | —        | —        | 96       | —        | 34       | —        | —        | —        |                                                                                      | Single avulso      |
| "—" denota um título que não foi incluído nos quadros ou não foi lançado nesse território. |      |          |          |          |          |          |          |          |          |          |          |                                                                                      |                    |